# 比亚尔
比亚尔（法語：Biard，法語發音：[bjaʁ]）是法国新阿基坦大区维埃纳省的一个市镇，位于该省中部偏西，省会普瓦捷西侧，属于普瓦捷区和大普瓦捷城市公共社区。

## 地理
比亚尔（46°34'39"N, 0°18'21"E）面积7.47 平方千米，位于法国新阿基坦大区维埃纳省，该省份为法国中西部省份，北起曼恩-卢瓦尔省和安德尔-卢瓦尔省，西接德塞夫勒省，南至夏朗德省，东南接上维埃纳省，东临安德尔省。
与比亚尔接壤的市镇（或旧市镇、城区）包括：普瓦捷、武讷伊苏比亚尔。
比亚尔的时区为UTC+01:00、UTC+02:00（夏令时）。

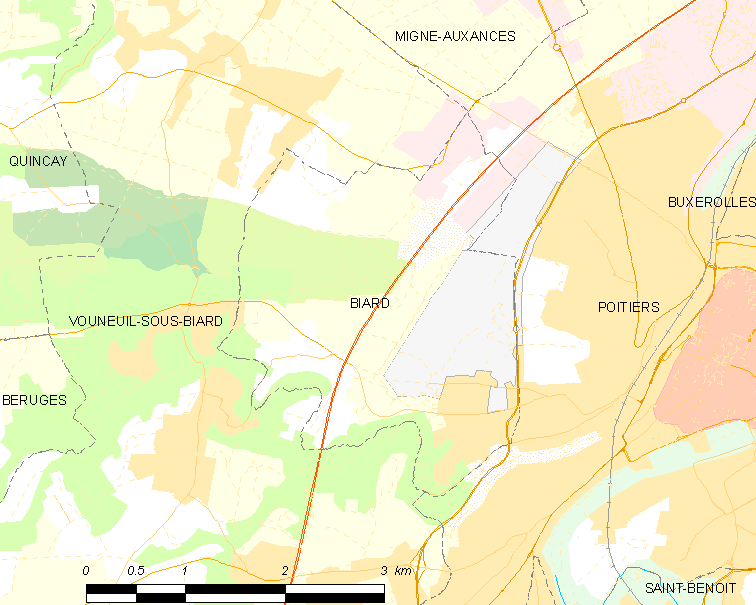
比亚尔的OSM定位图

## 行政
比亚尔的邮政编码为86580，INSEE市镇编码为86027。

## 政治
比亚尔所属的省级选区为普瓦捷第一县。

## 交通
普瓦捷-比亚尔机场位于其境内。

## 人口

1962-2008年间比亚尔人口变化图示

比亚尔于2022年1月1日时的人口数量为1908人。